# WWE Draft (2010)
WWE Draft 2010 fue la sexta edición del Draft donde se realizan una serie de combates entre las superestrellas de las dos marcas de la WWE: Raw y SmackDown! y el luchador que gane obtendrá una superestrella para la marca del luchador ganador. Este año, por el cierre de ECW, el número de luchadores transferidos ha disminuido.

## Resultados
- The Hart Dynasty (David Hart Smith & Tyson Kidd) (con (Bret Hart & Natalya)) derrotaron a ShoMiz (The Big Show & The Miz) ganando el Campeonato Unificado en Parejas de la WWE.
  - Kidd forzó a The Miz a rendirse con un "Sharpshooter".
  - Después de la lucha, Show le aplicó un "K.O. Punch" a The Miz.
- Lay-Cool (Michelle McCool & Layla) derrotaron a Maryse & Eve Torres.
  - McCool cubrió a Maryse después de un "Simply Flawless".
  - Como resultado, SmackDown! ganó un cupo en el Draft.
- CM Punk (con (Luke Gallows & Serena)) derrotó a Evan Bourne.
  - Punk cubrió a Bourne después de un "Go To Sleep".
  - Como resultado, SmackDown! ganó un cupo en el Draft.
- Team RAW (Montel Vontavious Porter (capitán), Ted DiBiase, Yoshi Tatsu, Santino Marella & Mark Henry) derrotaron a Team SmackDown! (Rey Mysterio (capitán), Drew McIntyre, Shad Gaspard, R-Truth & Kane) en una 10-Man Battle Royal Match.
  - RAW ganó la lucha cuando DiBiase eliminó a Mysterio.
  - Como resultado, RAW ganó tres cupos en el Draft.
- Chris Jericho derrotó a Christian (con Heath Slater).
  - Jericho cubrió a Christian después de un "Codebreaker" en el aire.
  - Como resultado, SmackDown! ganó un cupo en el Draft.
- Jack Swagger derrotó a John Morrison
  - Swagger cubrió a Morrison después de un "Swagger Bomb".
  - Como resultado, SmackDown! ganó un cupo en el Draft.
- Hornswoggle derrotó a Dolph Ziggler por cuenta fuera.
  - Hornswoggle ganó luego de que Ziggler se negara a volver al ring antes de la cuenta de 10.
  - Después de la lucha, Ziggler atacó a Hornswoggle.
  - Como resultado, RAW ganó un cupo en el Draft.
- Batista derrotó a Sheamus y Randy Orton ganando una oportunidad por el Campeonato de la WWE en Over the Limit.
  - Batista cubrió a Orton después de una "Spear" de Edge.

- Kelly Kelly fue transferida de RAW a SmackDown!.
- Big Show fue transferido de RAW a SmackDown!.
- John Morrison fue transferido de SmackDown! a RAW.
- R-Truth fue transferido de SmackDown! a RAW.
- Edge fue transferido de SmackDown! a RAW.
- Kofi Kingston fue transferido de RAW a SmackDown!.
- Christian fue transferido de RAW a SmackDown!.
- Chris Jericho fue transferido de SmackDown! a RAW.

## Transferencias
| RAW (Vacante) | SmackDown! (Theodore Long) |
| ------------- | -------------------------- |
| John Morrison | Kelly Kelly                |
| R-Truth       | The Big Show               |
| Edge          | Kofi Kingston              |
| Chris Jericho | Christian                  |

## Draft Suplementario
| RAW (Vacante)                      | SmackDown! (Theodore Long) |
| ---------------------------------- | -------------------------- |
| David Hart Smith                   | Montel Vontavious Porter   |
| Tyson Kidd                         | Rosa Mendes                |
| Goldust                            | Hornswoggle                |
| Ezekiel Jackson                    | Chris Masters              |
| Natalya                            | Cody Rhodes                |
| The Great Khali (con Ranjin Singh) | Chavo Guerrero             |

## Post-Draft
| RAW (Vacante) | SmackDown! (Theodore Long) |
| ------------- | -------------------------- |
| CM Punk       | Edge                       |

## Campeonatos

### RAW
- Campeonato de la WWE.
- Campeonato de los Estados Unidos de la WWE.
- Campeonato de Divas de la WWE.
- Campeonato Unificado en Parejas de la WWE.
- Campeonato del Millón de Dólares de la WWE.

### SmackDown!
- Campeonato Mundial Peso Pesado de la WWE.
- Campeonato Intercontinental de la WWE.
- Campeonato de Mujeres de la WWE.